# Ford do Brasil
Ford do Brasil foi a subsidiária brasileira da montadora estadunidense Ford. Fundada em 1919, a Ford do Brasil dedicou-se inicialmente à importação de veículos produzidos no exterior. Foi a segunda filial sul-americana da Ford, depois da Ford Argentina, e a primeira a se instalar no Brasil, inicialmente num armazém na rua Florêncio de Abreu, na cidade de São Paulo, mudando-se um ano depois para a Praça da República, até á inauguração, em 1921, de instalações especialmente projetadas para funcionarem como linha de montagem de veículos, na Rua Solon, no bairro do Bom Retiro. O automóvel Modelo T e o caminhão Modelo TT foram os primeiros veículos montados pela Ford no Brasil.
Em 2018, a fabricante anunciou -a nível global- que iria passar a produzir somente caminhonetes e SUVs, decisão que agradou a bolsa de valores. Para Jessica Caldwell, analista da Edmunds.com: "... essa mudança não é isenta de riscos: a Ford está voluntariamente cedendo participação de mercado". Neste sentido, decidiu-se pelo encerramento das seguintes unidades: a planta de São Bernardo do Campo em 2019, as demais fábricas da empresa no Brasil, em 2021, inclusive as que produziam o SUV Troller T4 e o crossover Ford Ecosport. Em nota distribuída à imprensa, a Ford afirma que "a persistente capacidade ociosa da indústria e a redução das vendas, resultando em anos de perdas significativas, são motivadores da decisão".
A montadora passou a atender o Brasil com seu portfólio global de produtos. Com isso, a operação brasileira da montadora ficará restrita à importação de modelos, como hoje acontece com o Ford Territory, trazidos da China.

## Fábrica da Ford - Histórico

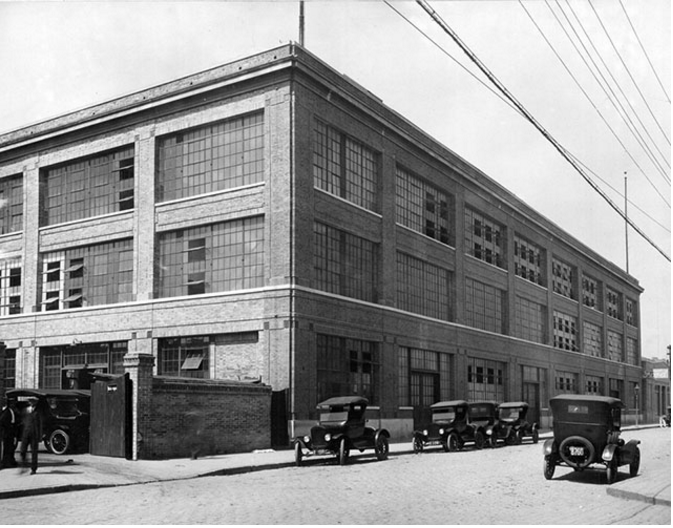
Fábrica da Ford em Bom Retiro em São Paulo

Até a metade dos anos 1910, o Brasil e a América do Sul tinham uma dominância de veículos importados da Europa. Este cenário começou a mudar com o início da Primeira Guerra Mundial que praticamente paralisou a importação de automóveis daquele continente para o Brasil. A região já contava, desde 1913, com uma sucursal da Ford na Argentina (a primeira da América do Sul) com oficina e salão de vendas. Naquela época os veículos Ford Modelo T vinham para o território brasileiro importados por William T. Wright.
No ano de 1914, a pequena sucursal da Ford no país vizinho tornou-se uma filial industrial, o que abriria o caminho para alguns anos mais tarde ser viabilizada a construção da filial brasileira, em São Paulo.
Em 1919, a filial da Argentina transfere um capital de 25 mil dólares para o Brasil para a criação da Ford Motor Company brasileira, que daria seus primeiros passos em nosso país a partir de um pequeno depósito de dois andares na Rua Florêncio de Abreu, em São Paulo, onde iniciou-se a montagem de automóveis Modelo T e caminhões Modelo TT. A empresa tornou-se com isso a primeira fabricante de automóveis a se estabelecer em território nacional.

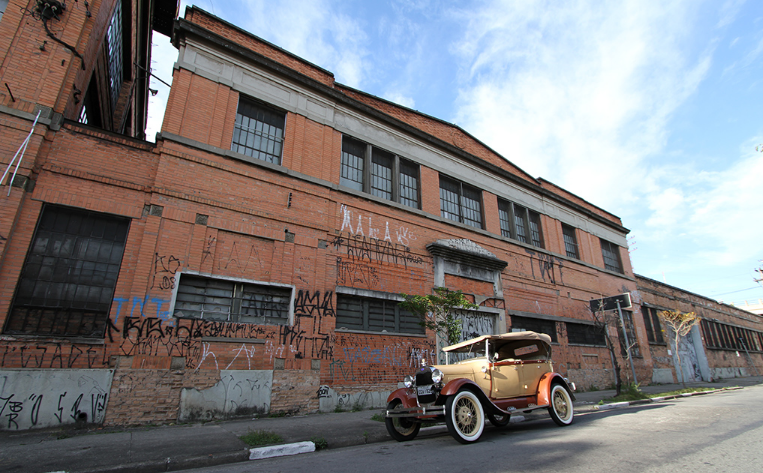
Prédio abandonado de uma antiga unidade da Ford do Brasil

No ano de 1920, o presidente da República, Epitácio Pessoa, dá autorização formal para o funcionamento das operações da Ford no Brasil que então deixa seu modesto depósito da Rua Florêncio de Abreu para um endereço maior, em antigo ringue de patinação na Praça da República. Nesta época aumenta a demanda dos brasileiros pelo Ford Modelo T e pelos caminhões da empresa, o que leva a empresa americana a iniciar a construção de sua primeira grande fábrica no país.
Com projeto do engenheiro americano B. R. Brown, o mesmo que projetou a fábrica da Ford em Highland Park, nos Estados Unidos, era inaugurada em 1921 a grande fábrica brasileira da Ford Motor Company em São Paulo, na Rua Solon, bairro do Bom Retiro.
A inauguração desta fábrica permitiu a companhia expandir suas operações em território brasileiro como nunca e iniciar um período de prosperidade nos negócios realizados por aqui. Especialmente durante toda a década de 20, a predominância dos veículos da Ford nas ruas do país, sejam eles automóveis de passeio ou caminhões era gritante. No ano de 1923, a produção da fábrica da Rua Solon, com um time de 124 funcionários, atingia 4700 automóveis e 360 tratores por ano, um número bastante expressivo para aquela época.
No ano de 1927, visando a ampliação do parque industrial da Ford em São Paulo, a empresa adquire um terreno no bairro da Vila Prudente para uma nova fábrica, que seria inaugurada em 1953.

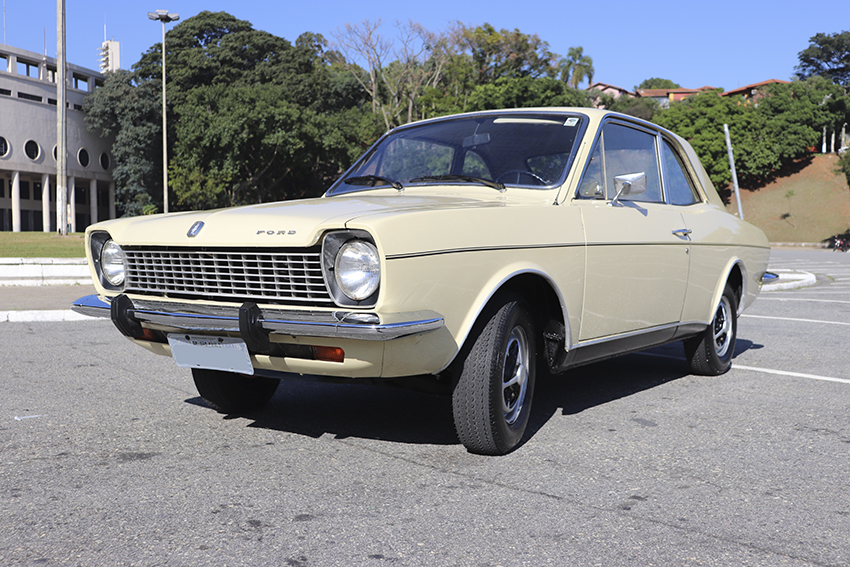
Ford Corcel Luxo 1977, com rodas do modelo LDO. Último ano antes do lançamento do Corcel 2

A velha unidade da Ford chama atenção pelo seu tamanho, razoavelmente grande para a realidade brasileira de há um século. A extensão da fábrica se dá por boa parte da Rua Solon, desde a esquina da Rua Visconde de Taunay até o Viaduto Eng. Orlando Murgel.
O primeiro automóvel lançado pela Ford do Brasil foi o Ford Galaxie 500 em abril de 1967, igual ao modelo norte-americano de 1966, exceto pela motorização, e era na época o mais moderno automóvel fabricado no Brasil. Ainda em 1967, a Ford do Brasil adquiriu o controle acionário da Willys Overland do Brasil, herdando então um projeto de carro médio que viria a ser lançado em 1968 depois de extensas modificações, o Ford Corcel. Nas décadas seguintes vieram diversos modelos como o Corcel II, a Belina (perua), o Del Rey, o Escort, entre outros. Neste contexto, foi inaugurada a unidade de São Bernardo do Campo, no ABC paulista.
Em 2001, foi inaugurada a unidade de Camaçari, na Bahia, onde foram fabricados os modelos Ford Courier, Ford Fiesta, Ford EcoSport e Ford Ka, foram os modelos desta fábrica, sobretudo Fiesta e EcoSport, que impediram a Ford de deixar o Brasil na década de 2000, quando aliás a unidade da Vila Prudente foi desativada em 2001 e depois demolida para a construção de um shopping center.

## Fechamento das fábricas
A filial brasileira da Ford, que entre 2003 e 2014 chegou a dar mais lucro que a matriz, anunciou em 2019 e 2021 o encerramento de suas fábricas no Brasil em virtude do difícil cenário econômico, continuando apenas com modelos importados.
- Em fevereiro de 2019 a Ford anunciou que fecharia sua fábrica em São Bernardo do Campo. A decisão foi fruto da estratégia da marca de reduzir ao máximo a empresa, acabando com os prejuízos e investindo onde há perspectiva de lucro, de modo a alcançar 8% de lucro. A reestruturação resultou no fim da produção de hatchs e sedãs, afetou o Brasil visto que a maioria dos produtos feitos no país eram destas categorias.[12]

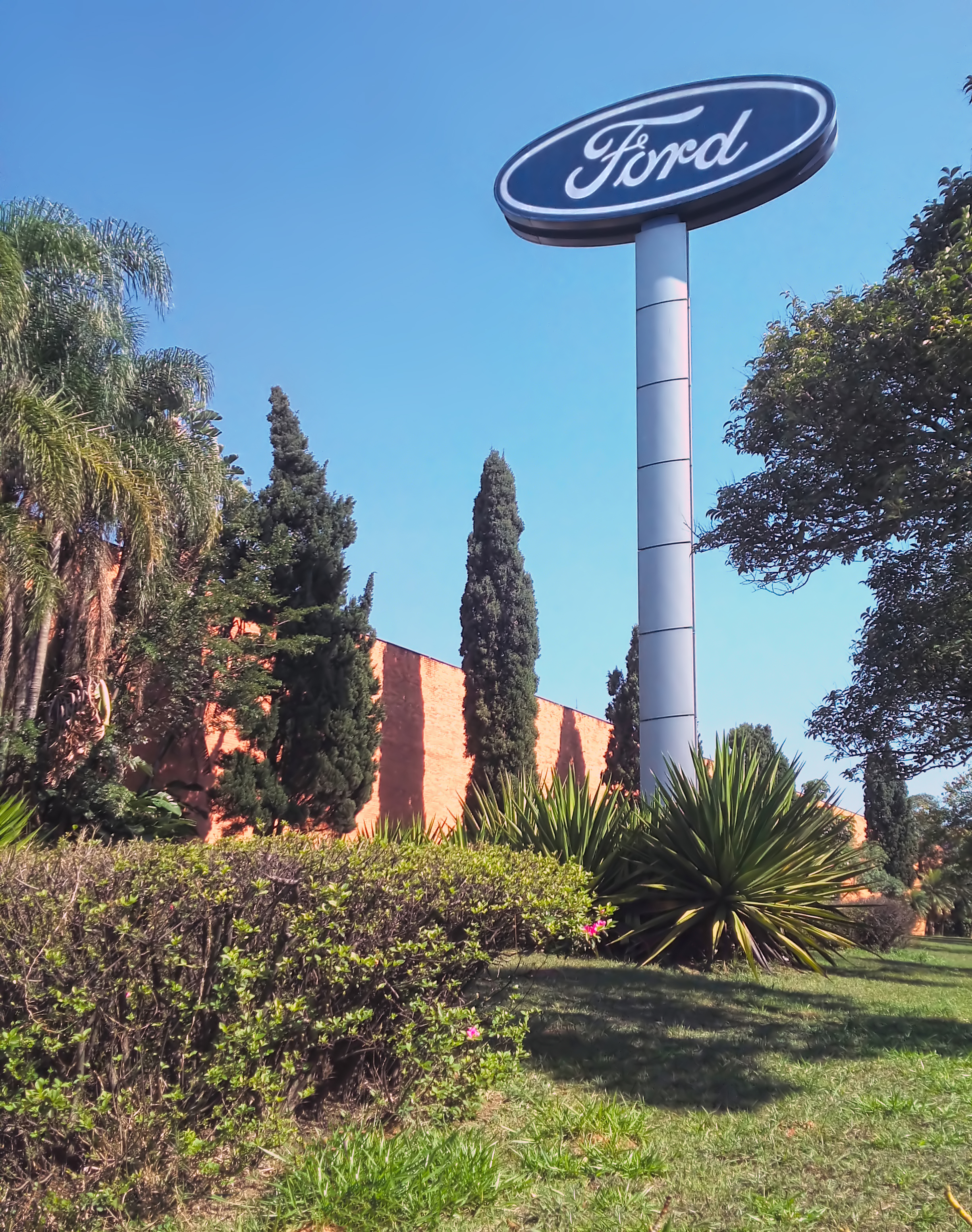
Unidade de São Bernardo do Campo, São Paulo

- Em 11 janeiro de 2021, a empresa anunciou o fim da produção no Brasil e o fechamento de suas fábricas em Taubaté (SP), Camaçari (BA) e Horizonte (CE).[13] A Ford Motor Company também anunciou o fim da produção dos automóveis Ford Ka e Ford EcoSport no Brasil, porém continuaria produzindo peças por algum tempo e iria demitir mais de 5 000 funcionários de suas três fábricas e também na Argentina. Em 2019, já havia deixado de produzir no Brasil o Ford Fiesta e todos os seus caminhões. O T4, da Troller continuaria sendo fabricado no Ceará até o quarto trimestre de 2021. A montadora informou que as novas gerações dos Ford Ranger e Ford Transit seriam lançadas no país. Os veículos seriam importados da Argentina e iria lançar o Ford Mustang MACH 1 e o Ford Bronco em breve em terras brasileiras, também importados. Já o Centro de Desenvolvimento de Produto, na Bahia, além do campo de provas e da sede administrativa para a América do Sul, ambos no estado de São Paulo, seriam mantidos.[6]

Ford do Brasil:
Nosso dedicado time da América do Sul fez progressos significativos na transformação das nossas operações, incluindo a descontinuidade de produtos não lucrativos e a saída do segmento de caminhões”, disse Lyle Watters, presidente da Ford América do Sul e Grupo de Mercados Internacionais. 
A Associação Nacional dos Fabricantes de Veículos Automotores (ANFAVEA) publicou uma nota na imprensa:
A Anfavea não vai comentar sobre o tema, trata-se de uma decisão estratégica global de uma das nossas associadas. Respeitamos e lamentamos. Mas isso corrobora o que a entidade vem alertando há mais de um ano sobre a ociosidade local, global e a falta de medidas que reduzam o custo Brasil", declarou a associação em nota.
Ainda falando sobre o fechamento das fábricas da Ford Brasil, o CEO da montadora no Brasil Jim Farley disse:
A Ford está presente há mais de um século na América do Sul e no Brasil e sabemos que essas são ações muito difíceis, mas necessárias, para a criação de um negócio saudável e sustentável. Estamos mudando para um modelo de negócios ágil e enxuto ao encerrar a produção no Brasil, atendendo nossos consumidores com alguns dos produtos mais empolgantes do nosso portfólio global".
O anúncio repercutiu entre políticos e instituições:
Governo da Bahia
O Governo do Estado lamenta o encerramento da produção nas plantas da Ford em Camaçari (BA), Taubaté (SP) e da Troller, em Horizonte (CE). O governo destaca os impactos socioeconômicos consequentes do fechamento da empresa, importante geradora de empregos e renda no estado.

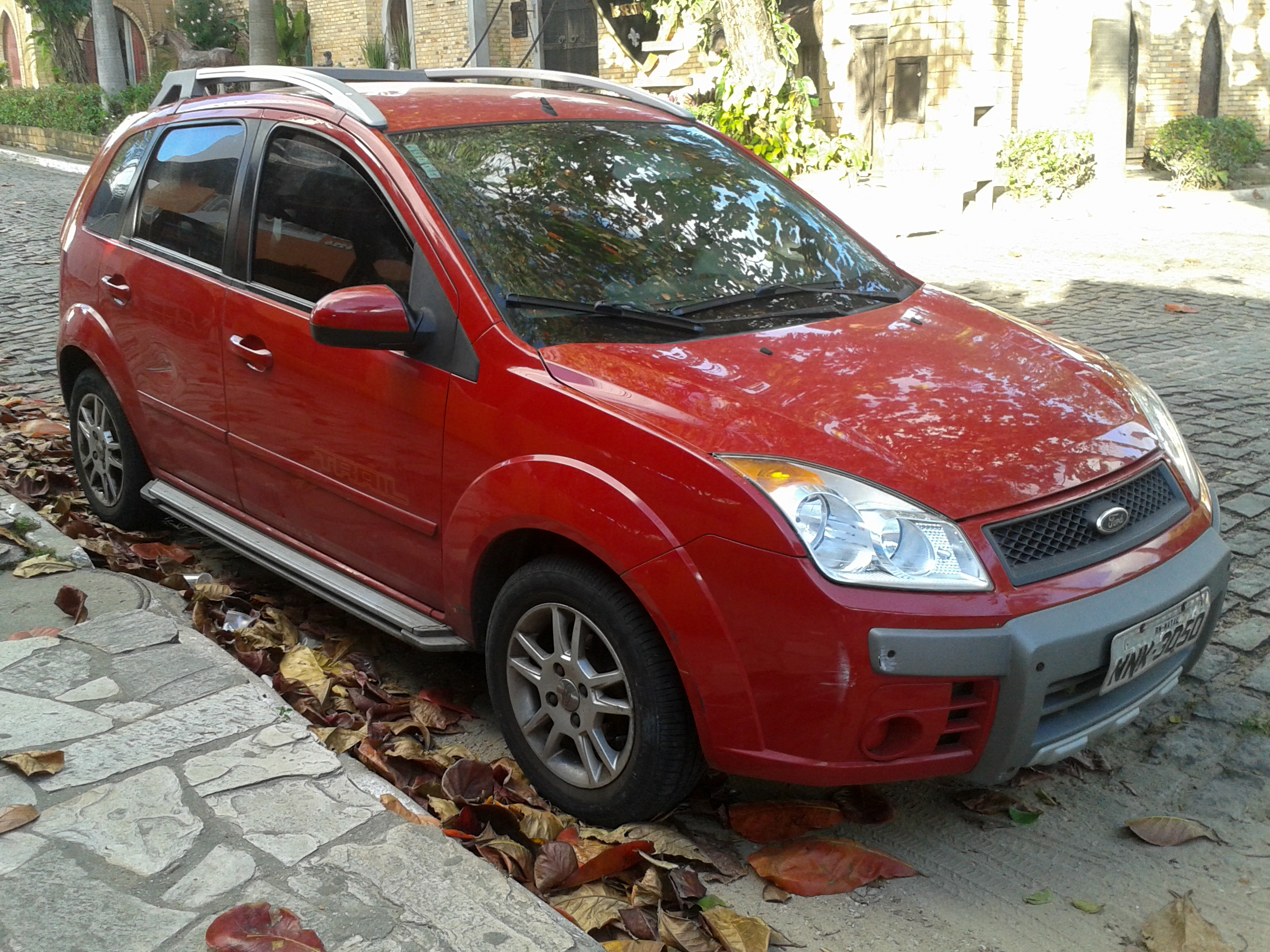
Ford Fiesta 2009, modelo brasileiro

Assim que foi informado, o governador Rui Costa (PT) entrou em contato com a Federação das Indústrias do Estado da Bahia (Fieb) para discutir a formação de grupo de trabalho para avaliar possibilidades alternativas ao fechamento. O governo estadual também entrou em contato com a Embaixada Chinesa para sondar possíveis investidores com interesse em assumir o negócio na Bahia. A decisão da Ford foi informada ao governador Rui Costa durante reunião virtual com representantes da empresa nesta segunda-feira (11). Em nota distribuída à imprensa, a Ford afirma que 'a persistente capacidade ociosa da indústria e a redução das vendas, resultando em anos de perdas significativas', são motivadores da decisão."
Prefeitura de Camaçari
Elinaldo Araújo (DEM) disse em rede social:

Com muita tristeza, recebemos esta notícia da Ford. Infelizmente, a crise provocada pela pandemia da covid-19 trouxe consequências ruins para a área da saúde e, também, para a economia, fazendo com que pequenos e grandes negócios se tornem inviáveis. Lamento o fechamento da fábrica e me solidarizo com os trabalhadores.
Governo de São Paulo

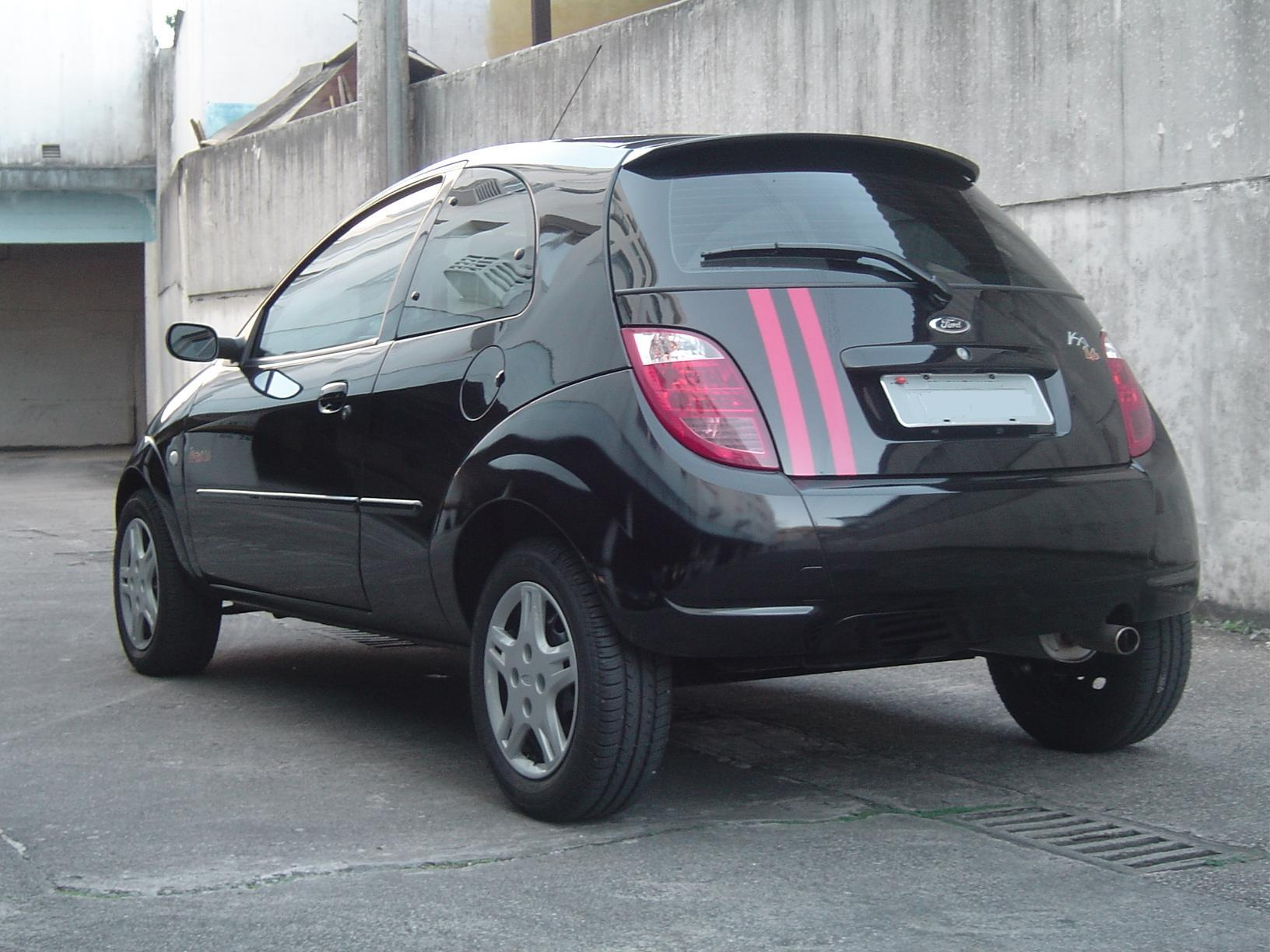
Ford Ka 2005, modelo brasileiro.

João Dória (PSDB) disse em rede social: 

Lamento decisão da Ford de encerrar sua produção de automóveis no Brasil. A medida afeta o fechamento de fábricas no Ceará, Bahia e SP. Foi decisão global da Ford Motors. No Estado de SP, serão mantidos 700 trabalhadores em atividades no município de Tatuí e na Capital.
Rodrigo Maia (DEM), então presidente da Câmara dos Deputados
O fechamento da Ford é uma demonstração da falta de credibilidade do governo brasileiro, de regras claras, de segurança jurídica e de um sistema tributário racional. O sistema que temos se tornou um manicômio nos últimos anos, que tem impacto direto na produtividade das empresas. Espero que essa decisão da Ford alerte o Governo e o parlamento para que possamos avançar na modernização do Estado e na garantia da segurança jurídica para o capital privado no Brasil.
Fábio Wajngarten, secretário-executivo do Ministério das Comunicações, em resposta a Rodrigo Maia
A verdade dos fatos: a Ford mundial fechou fábricas no mundo porque vai focar sua produção em SUVs e picapes, mais rentáveis. Não tem nada a ver com a situação política, econômica e jurídica do Brasil. Quem falar o contrário, mente e quer holofotes.
Ministério da Economia
Governo do Brasil:
O Ministério da Economia lamenta a decisão global e estratégica da Ford de encerrar a produção no Brasil. A decisão da montadora destoa da forte recuperação observada na maioria dos setores da indústria no país, muitos já registrando resultados superiores ao período pré-crise. O ministério trabalha intensamente na redução do Custo Brasil com iniciativas que já promoveram avanços importantes. Isto reforça a necessidade de rápida implementação das medidas de melhoria do ambiente de negócios e de avançar nas reformas estruturais.

## Associação Brasileira dos Distribuidores Ford (ABRADIF)
Dez dias depois do fechamento das unidades de produção, a Associação Brasileira dos Distribuidores Ford (ABRADIF), entidade que representa as concessionárias da marca no Brasil (à época eram 283 lojas, contudo, ao final de 2022 seguindo a própria Ford restavam apenas 110 dentro da rede, e em janeiro de 2023, apenas 95 concessionárias constavam no site da montadora) foi à justiça para exigir que a indenização por causa do fechamento das lojas e oficinas siga o que está previsto na lei. As concessionárias tinham um valor estimado em R$ 1,5 bilhão e estimava-se que mais da metade delas seria fechada. A ABRADIF exigiu o ressarcimento do gastos com equipamentos, reformas, aluguéis e outros, que não foram contemplados na primeira proposta apresentada pela empresa. Exige também que a indenização proposta de 24 meses de faturamento não inclua o período de quarentena por conta da pandemia de COVID-19, quando as concessionárias fecharam, reduzindo seu faturamento. Existe também a possibilidade de que em dois anos a Ford deixe de atuar como importador do Brasil, afetando as lojas que permanecessem operando no país, sendo necessário que seus contratos sejam revistos, segundo a associação.

## Tribunal Regional do Trabalho (TRT)
Em 6 de fevereiro de 2021, o Tribunal Regional do Trabalho (TRT) suspendeu por caráter liminar, as demissões em massa de funcionários decida pela Ford nas suas antigas duas fábricas (Camaçari e Taubaté), com a proibição da montadora de vender maquinário e demais bens das unidades. Na Bahia, a Justiça do Trabalho de Camaçari determinou que a montadora não fizesse as demissões até que fossem feitos acordos com o sindicato. Foram determinadas multas à empresa, caso seja comprovado "assédio moral negocial" junto aos funcionários.

## Recalls no Brasil
| Data de anúncio        | Problema                               | Modelos afetados                           | Causa   | Solução                                                                                            |
| ---------------------- | -------------------------------------- | ------------------------------------------ | ------- | -------------------------------------------------------------------------------------------------- |
| 25 de setembro de 2014 | Cilindro de ignição pode girar sozinho | Novo Ka Hatch (chassi F8121717 a F8128826) | Defeito | Troca do cilindro de ignição, da fechadura da porta do motorista, e das chaves principal e reserva |